# Rivière Obatogamau
Der Rivière Obatogamau ist ein linker Nebenfluss des Rivière Chibougamau im Südwesten der kanadischen Provinz Québec und im Einzugsgebiet des Rivière Nottaway.

## Flusslauf
Er bildet den Abfluss des Seensystems der Lacs Obatogamau. Dieses umfasst die Seen Lac La Dauversière, Lac Le Royer, Lac Verneuil und Lac Chevrier. Es liegt etwa 15 km südwestlich des Lac Chibougamau. Der Rivière Obatogamau fließt in westlicher Richtung. Es liegen noch weitere Seen auf seiner Strecke: Lac Muscocho, Lac Keith, Lac à l’Eau Jaune sowie Lac de la Presqu’île. In seinem Unterlauf liegen dann keine nennenswerten Seen. Er erreicht nach einer gesamten Fließstrecke von 70 km den Rivière Chibougamau.